# Diophantus (månekrater)
Diophantus er et nedslagskrater på Månen. Det befinder sig på Månens forside i den sydvestlige del af Mare Imbrium og er opkaldt efter den græske matematiker Diofant (2. århundrede).
Navnet blev officielt tildelt af den Internationale Astronomiske Union (IAU) i 1935. 

## Omgivelser
Diophantuskrateret danner et kraterpar sammen med det større Delislekrater mod nord. 

## Karakteristika
Diophantus har en bred indre kratervæg og en lav central top. Nord for krateret ligger den kurvede rille Rima Diophantus, som har navn efter krateret. Der ligger et småkrater nær ydersiden af den sydvestlige væg.

## Rima Diophantus
Denne kløft følger en almindelig øst-vest-retning over Mare Imbrium. Dens centrum ligger på de selenografiske koordinater 31,0° N, 32,0° V og den har en maksimal diameter på 150 km. Adskillige små kratere nær den har fået egne navne af IAU. Det drejer sig om:
| Krater  | Koordinater                     | Diameter | Eponym             |
| ------- | ------------------------------- | -------- | ------------------ |
| Isabel  | 28°12′N 34°06′V / 28.2°N 34.1°V | 1 km     | Spansk pigenavn    |
| Louise  | 28°30′N 34°12′V / 28.5°N 34.2°V | 0,8 km   | Fransk pigenavn    |
| Samir   | 28°30′N 34°18′V / 28.5°N 34.3°V | 2 km     | Arabisk drengenavn |
| Walter1 | 28°00′N 33°48′V / 28.0°N 33.8°V | 1 km     | Tysk drengenavn    |

| 1 | Ikke at forveksle med den sydlige halvkugles store Waltherkrater, som i nogle publikationer omtales som Walter. |

## Satellitkratere
De kratere, som kaldes satellitter, er små kratere beliggende i eller nær hovedkrateret. Deres dannelse er sædvanligvis sket uafhængigt af dette, men de får samme navn som hovedkrateret med tilføjelse af et stort bogstav. På kort over Månen er det en konvention at identificere dem ved at placere dette bogstav på den side af satellitkraterets midte, som ligger nærmest hovedkrateret. Diophantuskrateret har følgende satellitkratere:
| Diophantus | Længde  | Bredde  | Diameter |
| ---------- | ------- | ------- | -------- |
| B          | 29,1° N | 32,5° V | 6 km     |
| C          | 27,3° N | 34,7° V | 5 km     |
| D          | 26,9° N | 36,3° V | 4 km     |

Det følgende krater har fået nyt navn af IAU:
- Diophantus A — Se Artsimovichkrateret.

## Måneatlas
- Billeder af Diophantuskrateret i LPI-måneatlasset